# Auby
Auby é uma comuna francesa na região administrativa de Altos da França, no departamento de Nord. Estende-se por uma área de 7,12 km². Em 2010 a comuna tinha 7 290 habitantes (densidade: 1 023,9 hab./km²).